# Ban Haet (huyện)
Ban Haet (tiếng Thái: บ้านแฮด) là một huyện (amphoe) của tỉnh Khon Kaen, đông bắc Thái Lan.

## Lịch sử
Tiểu huyện (king amphoe) đã được thành lập vào ngày 1 tháng 4 năm 1995 với khu vực được tách từ Ban Phai district.
Theo quyết định ngày 1 tháng 5 năm 2007 của chính phủ Thái Lan, tất cả 81 tiểu huyện sẽ được nâng thành huyện. Với việc đăng công báo hoàng gia ngày 24 tháng 8, việc nâng cấp này thành chính thức.

## Địa lý
Các huyện giáp ranh (từ phía nam theo chiều kim đồng hồ) Ban Phai, Mancha Khiri, Phra Yuen, Mueang Khon Kaen của tỉnh Khon Kaen, và Kosum Phisai của tỉnh Maha Sarakham.

## Hành chính
Huyện này được chia ra thành 4 phó huyện (tambon), các đơn vị này lại được chia thành 45 làng (muban). Thị trấn (thesaban tambon) Ban Haet nằm trên một phần của tambon Ban Haet. Có 4 Tổ chức hành chính tambon.
| STT. | Tên         | Tên Thái | Số làng | Dân số |  |
| ---- | ----------- | -------- | ------- | ------ |  |
| 1.   | Ban Haet    | บ้านแฮด   | 11      | 8.888  |  |
| 2.   | Khok Samran | โคกสำราญ | 16      | 9.014  |  |
| 3.   | Non Sombun  | โนนสมบูรณ์ | 11      | 9.260  |  |
| 4.   | Nong Saeng  | หนองแซง  | 7       | 4.973  |  |